# Gunjani
Gunjani su naseljeno mjesto u općini Kreševo, Federacija Bosne i Hercegovine, BiH.
Kroz naselje protječe Crna rijeka.

## Stanovništvo

### 1991.
Nacionalni sastav stanovništva 1991. godine, bio je sljedeći:
ukupno: 124
- Muslimani - 123
- ostali, neopredijeljeni i nepoznato - 1

### 2013.
Nacionalni sastav stanovništva 2013. godine, bio je sljedeći:
ukupno: 35
- Bošnjaci - 34
- ostali, neopredijeljeni i nepoznato - 1

## Vanjske poveznice
- Satelitska snimka  Arhivirana inačica izvorne stranice od 1. ožujka 2021. (Wayback Machine)